# Marco Polo (Doctor Who)
Pour les articles homonymes, voir Marco Polo (homonymie).
 (novembre 2017).
Si vous disposez d'ouvrages ou d'articles de référence ou si vous connaissez des sites web de qualité traitant du thème abordé ici, merci de compléter l'article en donnant les références utiles à sa vérifiabilité et en les liant à la section « Notes et références ».
Marco Polo est le quatrième épisode de la première saison de la première série de la série télévisée britannique de science-fiction Doctor Who, diffusé pour la première fois en sept parties hebdomadaires du 22 février au 4 avril 1964. Écrit par le scénariste John Lucarotti, il s'agit du premier épisode « historique » dont le but était d'initier les téléspectateurs à l'Histoire. Les bobines ayant été effacées par la BBC, il n'en reste plus que la bande son et des photographies de l'épisode originel.

## Accroche
Himalaya, 1289. Après avoir vu des traces de pas sur le sol, le Docteur et ses compagnons font la connaissance de Marco Polo et de sa caravane. À la suite d'un concours de circonstances, ils se retrouvent à devoir le suivre à travers le pays de Cathay, tout en tentant de raisonner Marco Polo qui a pour intention de donner le TARDIS en cadeau à l'empereur Kubilai Khan. Au cours de leur périple, le Docteur et ses compagnons tenteront de déjouer les manigances de Tegana, un seigneur de guerre qui se fait passer pour l'allié de Marco Polo afin de pouvoir tuer l'empereur.

## Distribution
- William Hartnell : Le Docteur
- Carole Ann Ford : Susan Foreman
- Jacqueline Hill : Barbara Wright
- William Russell : Ian Chesterton
- Mark Eden : Marco Polo
- Derren Nesbitt : Tegana
- Zienia Merton : Ping-Cho
- Martin Miller : Kubilai Khan
- Jimmy Gardner : Chenchu
- Tutte Lemkow : Kuiju

## Résumé

### The Roof of the World
Le Docteur et ses compagnons sont autour de l'énorme trace de pas que Susan avait aperçue : en dehors de son aspect extra-terrestre, il pourrait s'agir de traces laissées par des bottes. Observant les montagnes, Ian et Barbara se font la réflexion qu'ils sont peut-être enfin revenus sur Terre. Le Docteur quant à lui est alarmé car le TARDIS ne fonctionne plus : la lumière est morte et le distributeur de nourriture et d'eau semble être en panne. Ils sont bientôt rejoints par un groupe de mongols, qui les prenant pour des démons est prêt à les tuer, et doivent leur merci à un marchand vénitien venu avec eux : Marco Polo. 
Soignant le Docteur atteint du mal des montagnes, Marco Polo leur offre son hospitalité. Le Docteur et ses compagnons apprennent alors qu'ils viennent d'atterrir au milieu de l'Himalaya, plus précisément dans le pays de Cathay en 1289. Le groupe du Docteur fait alors connaissance avec Marco Polo et ses compagnons, dont Tegana un seigneur de guerre mongol qui les accompagne et conseille Marco Polo ; celui-ci reste sceptique sur l'utilisation du TARDIS comme moyen de locomotion (comment peut-il se déplacer sans roues et transporter quatre personnes dans un espace si exigu ?) et défend au Docteur de l'utiliser au risque de passer pour un sorcier. Pendant ce temps-là, Susan fait la connaissance de Ping-Cho, une jeune fille de 16 ans promise en mariage à un noble (de 75 ans) de la cour de Kubilai Khan. 
Décidant de transporter le TARDIS sur une charrette pendant qu'ils l'accompagneront dans son périple, Marco Polo dévoile qu'il compte offrir le vaisseau à l'empereur, estimant qu'une fois de retour à Venise, le Docteur et ses compagnons auront tout loisir d'en fabriquer un autre. Malgré leurs protestations, il reste ferme dans sa décision, alors qu'au même moment Tegana projette d'empoisonner l'eau de la caravane.

### The Singing Sands
Toujours en route, la caravane de Marco Polo s'apprête à franchir le désert de Gobi. Une nuit alors que Ian et Marco jouent aux échecs, Susan regardant les étoiles fait part de sa frustration de ne pouvoir repartir à Ping-Cho. Elles sont alors témoins d'un étrange comportement de la part de Tegana, et le suivent mais se retrouvent malgré elles prises dans une tempête de sable bruyante : The Singing Sands (le sable chantant) une tempête qui fait perdre tout repère. Réussissant à en réchapper et s'étant faites réprimander par Marco Polo, elles semblent inquiètes des agissements de Tegana, qui de son côté n'a pas réussi à empoisonner l'eau à cause de la tempête, mais parvient tout de même à vider les principales réserves d'eau et à en accuser des bandits itinérants. Cela n'empêche pas la détermination de Marco Polo de continuer son voyage vers l'est à travers le désert de Gobi. Pris d'inanition, le Docteur s'écroule. S'il reste plus longtemps dans le désert, il risque de mourir et Marco Polo l'autorise à ce rentrer à l'intérieur du TARDIS. Parti chercher de l'eau dans une oasis à de nombreux kilomètres de là, Tegana sabote ouvertement les réserves.

### Five Hundred Eyes
Le Docteur et Susan réussissent à subvenir aux besoins en eau de la caravane en utilisant la condensation qui s'est formée à l'intérieur du TARDIS, sauvant ainsi le groupe d'une mort certaine. Un peu plus loin ils rejoignent Tegana, et les compagnons du Docteur commencent à le trouver louche. Seulement Marco Polo refuse au Docteur de rentrer dans le TARDIS (ce qui lui aurait permis de le réparer).
Arrivés à la ville de Tun-Huang, Ping-Cho décide de leur raconter les aventures d'Ala-eddin contre les Hashashin (nom qui a donné naissance ultérieurement au mot « assassin »). S'échappant de la veillée, Tegana rentre dans la caverne aux 500 yeux où il complote avec ses deux acolytes, Malik et Acomat. Tous font partie de l'armée de Noghaï et projettent de tuer Marco Polo avant qu'il n'arrive à l'empereur. Barbara, qui les espionnait, est faite prisonnière par Malik, tandis que de retour au campement, Tegana feint d'être étonné de sa disparition. À la suite d'une déduction du Docteur, lui, Susan et Ping-Cho s'aventurent dans la caverne. Susan y voit alors des yeux qui bougent.

### The Wall of Lies
Le Docteur, Susan et Ping-Cho tombent sur Tegana qui affirme qu'il cherche aussi Susan. Ils sont rejoints par Marco Polo, qui découvre que derrière les yeux « mouvants » peints se cache une entrée secrète. Ils réussissent à sauver Barbara, mais son témoignage n'est pas cru par Marco Polo. Mieux, Tegana réussit à faire passer le Docteur et ses compagnons comme suspicieux aux yeux de Marco Polo qui décide alors de séparer Ping-Cho et Susan.
La caravane continue jusqu'à la ville de Shin-ju en bas de la Grande Muraille de Chine. Là, Tegana y rejoint Acomat l'un de ses acolytes et lui demande d'attaquer la caravane dans deux nuits. De plus, Tegana surprend le Docteur à l'intérieur de son TARDIS cette nuit-là et le dénonce à Marco Polo. Celui-ci apprend que le Docteur gardait une seconde clé sur lui, ce qui accroît sa méfiance envers le Docteur et ses compagnons. De plus, le Docteur se montre présomptueux en affirmant que pour posséder son TARDIS il faut un savoir que Marco Polo n'est pas capable de comprendre. 
Malgré leur confinement dans une tente, Ian réussit à s'enfuir en créant un trou à travers la tente au moyen d'une assiette brisée. Furetant dans le camp, il se rend alors compte que l'un des gardes a été tué.

### Rider fromShang Tu
Ian, convaincu que quelque chose de mauvais se prépare, décide d'avertir Marco Polo malgré les réticences du Docteur. Marco Polo, debout, en prévient Tegana. Ensemble, ils protègent la caravane des bandits et Tegana réussit à tuer Acomat avant qu'il ne dévoile ses plans. Remis en confiance, Marco Polo autorise le Docteur et sa troupe à se déplacer librement et accepte que Susan et Ping-Cho se côtoient à nouveau.
La caravane arrive dans la ville de Ching Ting. Pendant que Susan discute avec Ping-Cho et lui explique que sans les clefs du TARDIS elle ne pourra plus rentrer chez elle, Tegana conspire avec un homme borgne (nommé Kuiju dans le script) et lui demande de voler le TARDIS lorsque le convoi sera à Karakorum. 
Ayant volé une des clefs du TARDIS cachée dans le journal de Marco Polo, Ping-Cho la donne à Susan. Par ce moyen, le Docteur et ses compagnons décident de s'introduire dans le TARDIS de nuit (après que Ian s'est fait passer pour ivre auprès d'un des gardiens) mais Susan, ayant décidé de faire un détour pour dire au revoir à Ping-Cho, se fait enlever par Tegana.

### Mighty Kubilai Khan
Ayant empêché le Docteur et ses compagnons de repartir, Tegana en appelle à Marco Polo qui fait alors en sorte de tenir ces derniers loin du TARDIS. Alors que les voyageurs arrivent enfin au terme de leur voyage, Marco Polo constate l'absence de Ping-Cho, qui s'est enfuie pour échapper à son mariage arrangé. Ian se propose alors pour la retrouver, ce qu'il fait en retournant dans la ville précédente traversée par la caravane. Tegana se propose immédiatement pour le suivre, ce que Marco Polo, soupçonneux envers Ian, accepte.
Finalement, l'ensemble de l'expédition arrive à Shang-Tu où ils rencontrent Kubilai Khan, qui s'étonne de l'absence de Tegana auprès de Marco Polo et explique au groupe qu'il aimerait savoir pourquoi les mongols se trouvent si proches de sa capitale, ce que Marco Polo apprend avec surprise.
Par ailleurs, Kubilai Khan, usé par le temps, semble comprendre les souffrances physiques du Docteur (lié à l'âge de son corps et aux longues heures de chevauchée) et les deux hommes sympathisent de manière succincte.
Entre-temps, Ping-Cho s'est fait escroquer par Kuiju, et en quelques mots échangés avec le gérant des caravanes, Ian comprend que Kuiju a également volé le TARDIS pour le vendre à Tegana. Ce dernier arrive alors et menace Ian de son épée.

### Assassin at Peking
Ian, Tegana et Ping-Cho arrivent à la cour du Khan. La jeune femme apprend que le vieil homme qu’elle devait épouser vient de mourir et elle choisit contre toute attente de rester à la cour du Khan. Ian est accusé d'avoir tenté de voler le TARDIS, considéré comme une propriété du Khan et doit alors être jugé, mais cela ne se fait pas car entre-temps, Tegana tente d'assassiner le Khan. Marco Polo arrive alors dans la salle du trône, bat Tegana en duel et regagne ainsi la confiance du Khan. Tegana n'ayant pu réussir son plan, il se tue devant les yeux du Khan. Profitant d'un instant de confusion, Marco rend alors la clé du TARDIS au Docteur et les compagnons entrent alors dans le vaisseau après un bref mot d'adieu pour Ping-Cho de la part de Susan. Le TARDIS se dématérialise tandis que le Khan accorde à Marco Polo la permission de rentrer à Venise.

## Continuité
- L'épisode commence au moment où se finissait The Edge of Destruction
- Le Docteur lui-même oublie cet épisode lorsque dans un épisode du 4e Docteur, The Talons of Weng-Chiang, il dit ne pas être venu en Chine depuis plus de 400 ans.
- Lorsque Ping-Cho lui demande d'où elle vient, Susan lui répond qu'elle ne sait pas vraiment car « elle a eu de nombreuses maisons ».
- Il s'agit du premier épisode qui ne se termine pas par un cliffhanger, ce qui permettra à de nombreuses nouvelles, pièces radiophoniques et de fan-fictions de placer des événements après cet épisode.
- On y voit que Ian Chesterton sait monter à cheval et se battre à l'épée.
- Il semblerait que le Docteur mente quant à la difficulté d'ouvrir la serrure du TARDIS, car de nombreux compagnons ont eu l'occasion d'ouvrir cette porte sans entraînement préalable.
- Le Docteur obtient une canne de la main de l'empereur. On la revoit dans des épisodes suivants.
- On apprend que le TARDIS a un circuit intérieur qui, une fois endommagé, peut changer la température extérieure du TARDIS (ce qui forme de la condensation à l'intérieur du TARDIS). À noter qu'à l'époque, le TARDIS n'avait pas la piscine qu'il est supposé (comiquement) avoir et qui joue un rôle dans L'Impossible Astronaute, deuxième partie, ce qui peut s'expliquer par la plasticité de l'intérieur du TARDIS.
- Dans l'épisode La Pandorica s'ouvre, deuxième partie on entend dire que Marco Polo aurait ramené la Pandorica auprès du Vatican.